# ロスコモン伯爵
ロスコモン伯爵（ロスコモンはくしゃく、英: Earl of Roscommon）は、アイルランド貴族の爵位。1622年に創設され、1850年に廃絶した。1746年、1816年に休止状態になり、それぞれ1799年、1828年に復活した。

## 歴史
裁判官ルーカス・ディロン(1529/1530–1593)の息子ジェームズ・ディロン(c.1570–1642)は兵士になり、1600年11月17日に騎士爵に叙されたのち、1620年1月24日にアイルランド貴族であるキルケニー＝ウェストのディロン男爵（Lord Dillon, Baron of Kilkenny-West）に、1622年8月5日にロスコモン伯爵に叙された。2代伯爵ロバート・ディロン(bef.1590–1642)はアイルランド庶民院議員、アイルランド枢密院の枢密顧問官、ロード・ジャスティスを務めた政治家だった。3代伯爵ジェームズ・ディロン(c.1605–1649)は1640年2月26日に騎士爵に叙されたほか、アイルランド庶民院議員、アイルランド貴族院議員を務めた。
4代伯爵ウェントワース・ディロン(c.1637–1685)はアイルランド貴族院議員、アイルランド枢密院の枢密顧問官、恩給紳士隊隊長を務めた政治家・詩人であり、ジョセフ・アディソン(1672–1719)やアレキサンダー・ポープ(1688–1744)といった1世代後の文人に賞賛された。5代伯爵ケアリー・ディロン(1627–1689)はアイルランド庶民院議員、アイルランド枢密院の枢密顧問官、アイルランド造幣局長官を務めた。
8代伯爵ジェームズ・ディロン(1702–1746)が死去すると、2代伯爵の男系子孫が断絶し、爵位は休止状態になり、ジョン・ロッジによる『アイルランド貴族名鑑』で「継承権を主張できる最後の人物は1776年に貧困の中で死去した」と記された。しかし実際には初代伯爵の次男ルーカス・ディロンの男系子孫が存命であり、ルーカスの曽孫ジョン・ディロン(c.1720–1782)の死後は初代伯爵の七男パトリック・ディロンの曽孫ロバート・ディロン(?–1802)が1785年8月25日に爵位継承を主張して請願を出した。ロバート・ディロンと初代伯爵の血縁関係が証明されたが、ジョン・ディロンの嫡子を名乗るパトリック・ディロン(1769–1816)がロバート・ディロンの爵位継承に反対した結果、パトリックの主張が1793年2月20日に認められ、ロバートは爵位を継承できなかった。パトリックは改めて爵位継承を主張して1797年に請願を出し、ロバートも再調査を求めて1798年に請願を出したが、結局1799年5月30日にパトリックによる爵位継承がアイルランド貴族院に認められ、ロバートは1802年9月に生涯未婚のまま死去した。パトリックは男子をもうけず、1816年に死去するとルーカス・ディロンの男系子孫も断絶してしまい、ロスコモン伯爵位は再び休止になった。
1823年にフランシス・スティーブン・ディロン(?–1840)が爵位継承を主張して請願を出し、請願は連合王国貴族院で審議された。フランシスはローレンス・ディロンの曽孫であり、ローレンスが初代伯爵の三男トマス・ディロンの息子であると主張したが、初代伯爵の七男パトリック・ディロンの来孫マイケル・ジェームズ・ロバート・ディロン(1798–1850)（1802年に死去したロバート・ディロンの叔父マイケル・ディロンの曽孫）も請願を出し、貴族院は1828年6月19日にマイケルの主張を認めた。しかしその間にロスコモン伯爵位が廃絶したものとして扱われ、1825年にブルームフィールド男爵の創設に必要なアイルランド貴族爵位の廃絶3件のうちの1件として数えられたため、1831年の次の創設では廃絶が4件必要となった。
12代伯爵マイケルの息子が夭折したため、1850年にマイケルが死去すると、爵位は休止、ないし廃絶したものとして扱われ、1852年のクラーモント男爵創設で廃絶した爵位の1つとして数えられた。

## ロスコモン伯爵（1622年）
- 初代ロスコモン伯爵ジェームズ・ディロン（英語版）（1570年ごろ – 1642年）
- 第2代ロスコモン伯爵ロバート・ディロン（英語版）（1590年以前 – 1642年）
- 第3代ロスコモン伯爵ジェームズ・ディロン（英語版）（1605年ごろ – 1649年）
- 第4代ロスコモン伯爵ウェントワース・ディロン（英語版）（1637年ごろ – 1685年）
- 第5代ロスコモン伯爵ケアリー・ディロン（英語版）（1627年 – 1689年）
- 第6代ロスコモン伯爵ロバート・ディロン（1715年没）
- 第7代ロスコモン伯爵ロバート・ディロン（1722年没）
- 第8代ロスコモン伯爵ジェームズ・ディロン（1702年 – 1746年）
- 法律上の第9代ロスコモン伯爵ロバート・ディロン（1770年没）
- 法律上の第10代ロスコモン伯爵ジョン・ディロン（1720年ごろ – 1782年）
- 第11代ロスコモン伯爵パトリック・ディロン（1769年 – 1816年）
- 第12代ロスコモン伯爵マイケル・ジェームズ・ロバート・ディロン（英語版）（1798年 – 1850年）